# Cornelius van Oyen
Cornelius Maria van Oyen (Brandenburg an der Havel, 28 november 1886 – Berlijn, 19 januari 1954) was een Duits olympisch schutter van Nederlandse afkomst.
Cornelius van Oyen nam als schutter eenmaal succesvol deel aan de Olympische Spelen; in 1936 op het onderdeel 25 meter pistool. In 1936 wist hij op dit onderdeel goud te winnen voor Duitsland. 
1896: Ioannis Phrangoudis ·
1900: Maurice Larrouy ·
1912: Alfred Lane ·
1920: Guilherme Paraense ·
1924: Henry Bailey ·
1932: Renzo Morigi ·
1936: Cornelius van Oyen ·
1948: Károly Takács ·
1952: Károly Takács ·
1956: Ștefan Petrescu ·
1960: William McMillan ·
1964: Pentti Linnosvuo ·
1968: Józef Zapędzki ·
1972: Józef Zapędzki ·
1976: Norbert Klaar ·
1980: Corneliu Ion ·
1984: Takeo Kamachi ·
1988: Afanasijs Kuzmins ·
1992: Ralf Schumann ·
1996: Ralf Schumann ·
2000: Sergej Alifirenko ·
2004: Ralf Schumann ·
2008: Oleksandr Petriv ·
2012: Leuris Pupo ·
2016: Christian Reitz ·
2020: Jean Quiquampoix ·
2024: Li Yuehong